# 藤本充安
藤本 充安（ふじもと じゅうあん、慶応3年7月9日（1867年8月8日） - 没年不詳）は、日本の内務官僚。高松市長。

## 経歴
熊本県出身。1896年（明治29年）、東京帝国大学法科大学を卒業するとともに高等文官試験に合格した。島根県参事官、奈良県参事官、京都府参事官、同事務官、島根県事務官、秋田県事務官、香川県内務部長を歴任した。退官後の1917年（大正6年）に高松市長に就任した。
正確な没年月日は不明だが、1939年発行の『東京帝国大学卒業生氏名録』や、1950年発行の『東京大學卒業生氏名録』に、　氏名とともに物故者であることを意味する「×」が記載されていた一方で、1933年に発行された『東京帝国大学卒業生氏名録』にはそれが無かったことから、1930年代に亡くなったと推測される。

## 著書
- 『人円主義』（九州日日新聞社、1892年）